# Spurilla
Spurilla é um género de lesmas do mar pertencente à família Aeolidiidae de nudibrânquios marinhos.

## Taxonomia
O género Spurilla inclui as seguintes espécies:
- Spurilla chromosoma Cockerell & Eliot, 1905
- Spurilla creutzbergi Er. Marcus & Ev. Marcus, 1970
- Spurilla faustina (Bergh, 1900)
- Spurilla macleayi (Angas, 1864)
- Spurilla major (Eliot, 1903)
- Spurilla neapolitana (Delle Chiaje, 1844)
- Spurilla salaamica Rudman, 1982
- Spurilla sargassicola Bergh, 1861
- Spurilla vayssierei Garcia J.C. & Cervera, 1985

### Espécies transferidas para outros géneros
A evolução dos conhecimentos em matéria de taxonomia levaram a que algumas espécies fossem transferidas para outros géneros ou consideradas sinónimos taxonómicos de outras:
- Spurilla alba (Risbec, 1928): sinónimo de Aeolidiella alba Risbec, 1928
- Spurilla australis Rudman, 1982: sinónimo de Baeolidia australis (Rudman, 1982)
- Spurilla caerulescens (Laurillard, 1830): sinónimo de Berghia coerulescens (Laurillard, 1830)
- Spurilla verrucicornis (A. Costa, 1867) : sinónimo de Berghia verrucicornis (A. Costa, 1867)